# Zwinglikirche (Berlin)

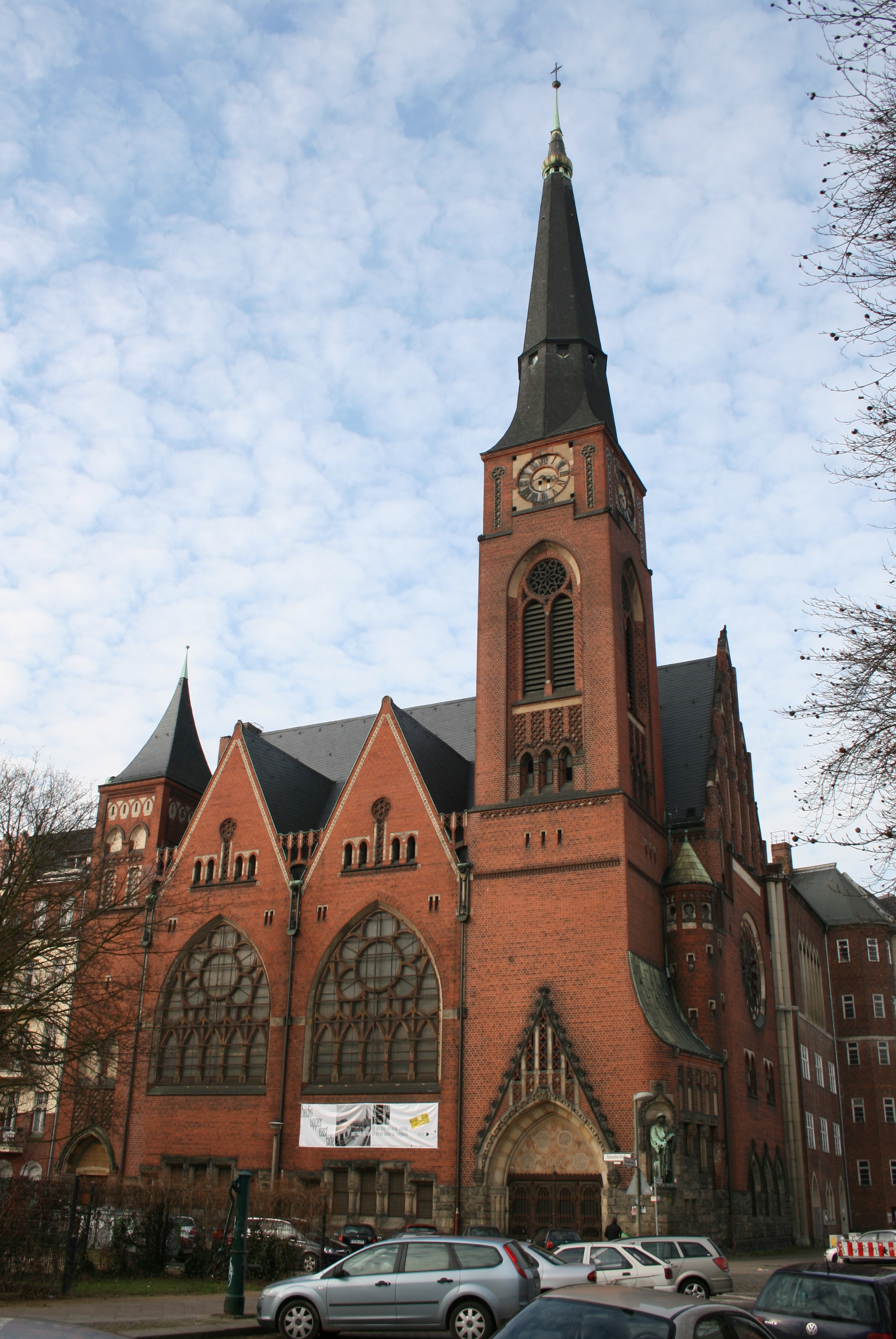
Zwinglikirche in Berlin-Friedrichshain

Die Zwingli-Kirche ist eine Kirche im Berliner Ortsteil Friedrichshain. Das denkmalgeschützte Gotteshaus steht im Rudolfkiez, zu dem auch die Oberbaum City (ehemaliges Gelände eines Glühlampenwerkes) gehört. Die Kirche gehört der Evangelischen Kirchengemeinde Boxhagen-Stralau des Kirchenkreises Berlin Stadtmitte, sie wird durch den Verein KulturRaum Zwingli-Kirche für kulturelle Veranstaltungen und Ausstellungen genutzt.

## Lage
Das Hauptportal der Kirche befindet sich an der Westseite des Rudolfplatzes und wird von Wohnbauten der Rotherstraße und der Danneckerstraße bis zur Rudolfstraße flankiert. Das Gebäude wird umgeben von weiteren Baudenkmalen wie einem Stall und einer Grenzmauer aus dem Jahr 1904, Wohnhäusern von Sigismund Koch aus den Jahren 1904/1905 und der Industrieanlage Auergesellschaft (der Osram- bzw. Narvakomplex). In der unmittelbaren Nachbarschaft der Kirche stehen außerdem auch das Straßenpflaster und die Gleisanlagen in der Rudolfstraße/Ehrenbergstraße unter Denkmalschutz.

## Geschichte
Ende des 19. Jahrhunderts wurde südlich des Bahngeländes an der Warschauer Straße der Rudolfplatz angelegt. Am 2. Dezember 1900 weihte man an dessen Südseite eine kleine Kapelle aus Holz ein. Sie diente der rasch angewachsenen Bevölkerung vor dem Stralauer Tor. Hierzu hatte sich bereits 1897 als Ausgründung der evangelischen Andreasgemeinde am Stralauer Platz eine eigene Gemeinde gebildet, die ihre Gottesdienste in einem Hinterhaus in der Stralauer Allee abhielt. 1903 entschloss sich der Kirchenrat zu einem Neubau und beauftragte hierfür den kaiserlichen Baurat Jürgen Kröger (1856–1928). Von ihm stammen in Berlin unter anderem die Pfingstkirche am Petersburger Platz, die Christophoruskirche in Friedrichshagen sowie der Neubau der alten Dorfkirche Alt-Tegel.
Der Bau für die neue Kirche wurde am 11. September 1905 begonnen, der Grundstein am 29. April 1906 gelegt. Die feierliche Einweihung erfolgte am 9. Februar 1908. Die Holzkapelle wurde noch bis 1907 benutzt, dann zerlegt und bis 1912 auf dem Ostkirchhof Ahrensfelde weiter verwendet, wo ein eigenes Gräberfeld für die Mitglieder der Zwingligemeinde besteht. 1928 wurde an das Kirchengebäude in der Rudolfstraße ein Gemeindehaus in spätexpressionistischen Formen angebaut.

## Bauwerk und Ausstattung

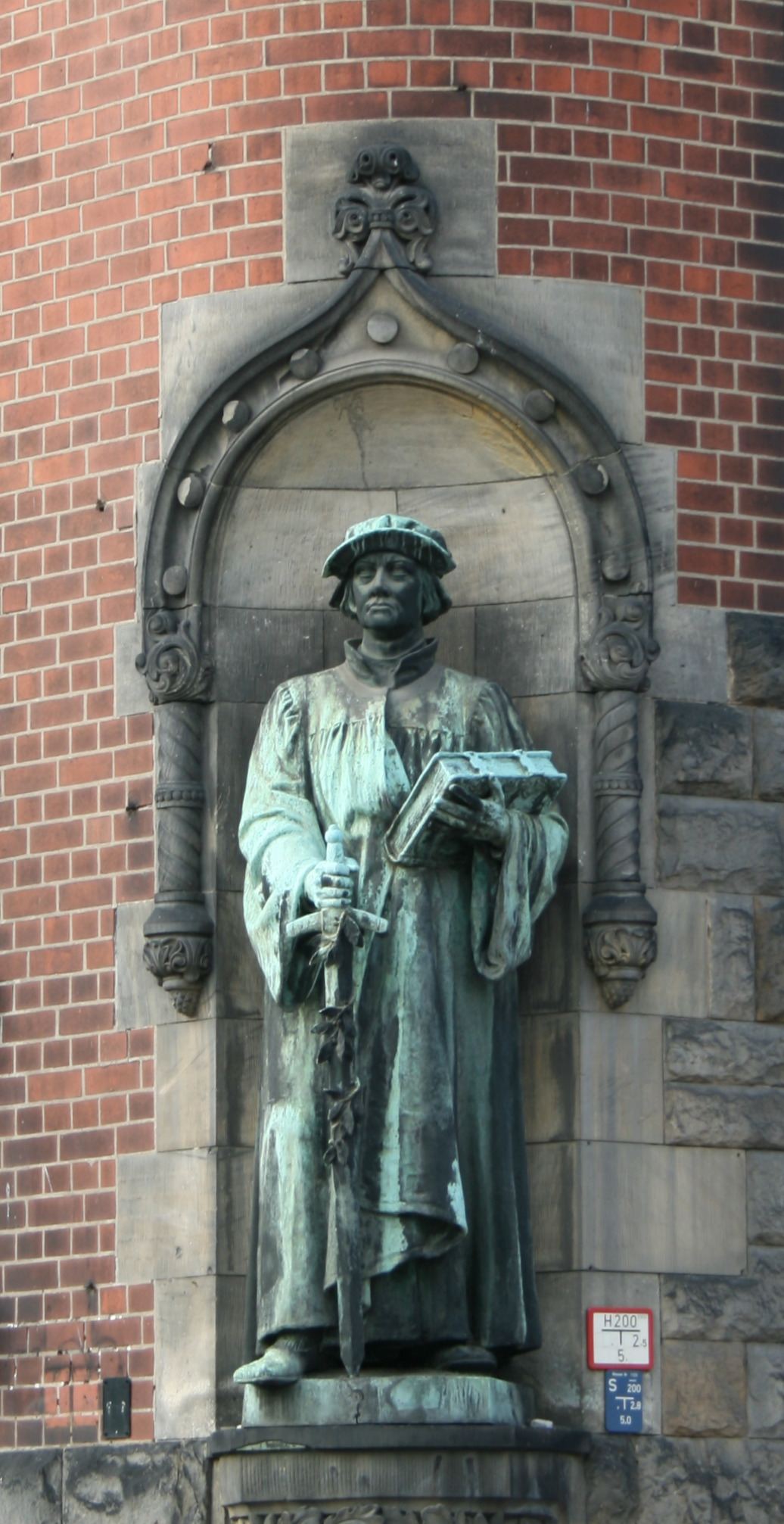
Statue von Huldrych Zwingli

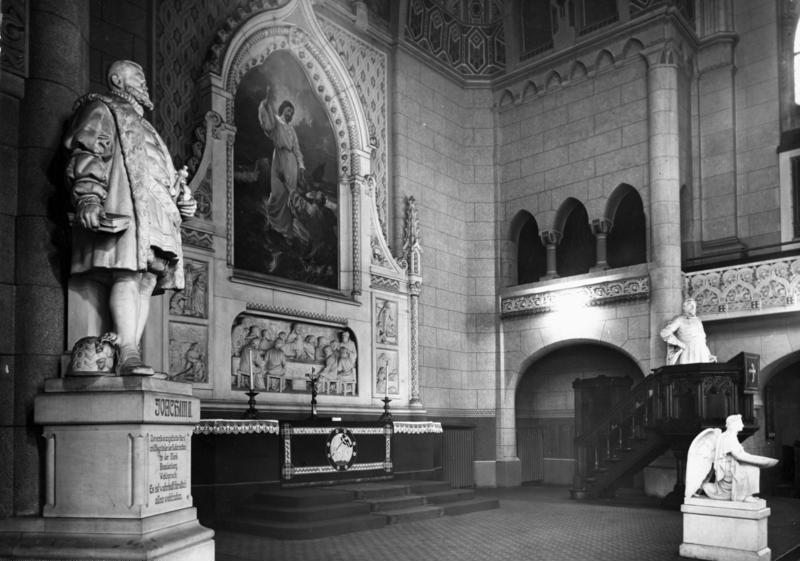
Der Altar und die Standbilder der Kurfürsten Joachim II. (links) und König Gustav Adolf (rechts), 1933

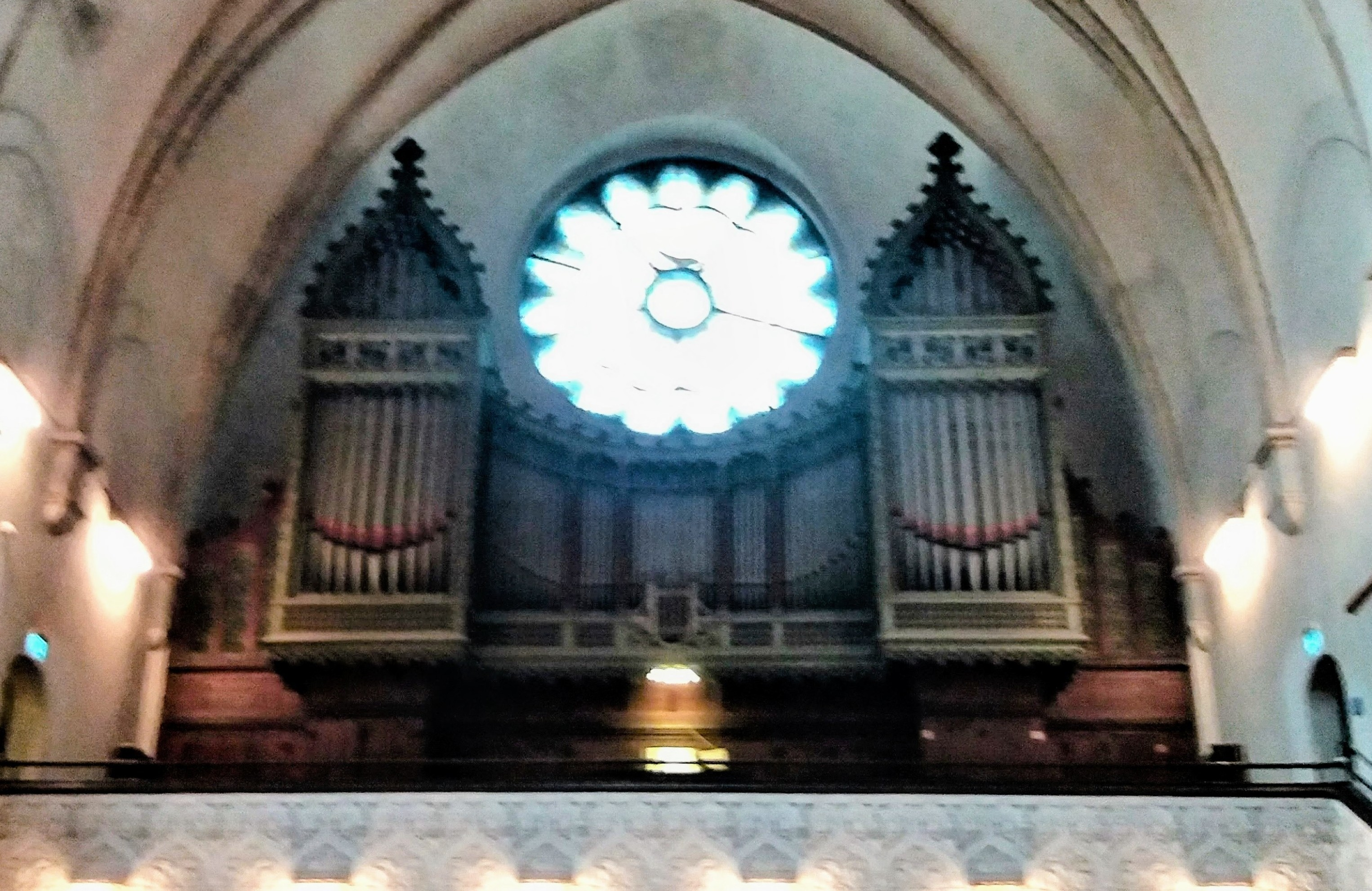
Dinse-Orgel

Der neugotische Klinkerverblendbau über einem hohen Hausteinsockel weist an den Fassaden nach Osten und Norden reiche historisierende Formen auf. Die Portale sind von krabbenbesetzten Wimpergen gekrönt und mit Maßwerkschmuck versehen. Die Ostfassade zeigt zwei Giebel, große Maßwerkfenster und Rosetten, die Nordseite einen Staffelgiebel. Die Westseite der Kirche liegt an einem Hof und ist eingebaut. Weithin sichtbar und das Stadtbild prägend ist der 81 Meter hohe quadratische Turm mit seinem schlanken achtseitigen Knickhelm an der Nordostecke. In einer Nische am Fuße des Turmansatzes befindet sich eine lebensgroße, 1907 von Martin Götze geschaffene Bronzefigur des Reformators und Namenspatrons Huldrych Zwingli.
Die Ausschmückung der Kirche bezieht sich thematisch auf die Reformation, vor allem in den Darstellungen der Kirchenfenster, die aber leider ein Opfer des Krieges geworden sind. Der sterngewölbte asymmetrische Saal besitzt Emporen an der Ost- und Nordseite und einen Laufgang im Westteil. Unterhalb der Emporen bilden sich seitenschiffartige Räume. Das etwa sechs Meter hohe Altargemälde zeigt Christus auf dem Meere schreitend. Die Standbilder der Förderer der Reformation, der brandenburgische Kurfürst Joachim II. und der schwedische König Gustav Adolf, sind aus Carrara-Marmor gearbeitet und befinden sich rechts und links vom Altar. 
Eine Orgel der Berliner Orgelbaufirma Gebrüder Dinse aus dem Jahr 1908 mit 33 Registern auf zwei Manualen und Pedal komplettiert die Ausstattung. Die Orgel ist die größte erhaltene Dinse-Orgel, sie ist allerdings nur noch eingeschränkt spielbar.

## Beleuchtung
Zu den Stiftern der Innenausstattung gehörte auch die Auergesellschaft, deren Betrieb sich in unmittelbarer Umgebung der Kirche befand. Der Auergesellschaft war 1906 mit der unter dem Namen Osramlampe patentierten Wolframfadenglühlampe ein Durchbruch in der Glühlampentechnologie gelungen. Sie stattete die Zwinglikirche mit Hunderten von unverkleideten Glühlampen aus, die tropfenartig vor Blattornamenten an den Emporen hängen und sich als dichte Reihe um Brüstungen und Schlusssteine ziehen. Die Zwinglikirche war die erste vollständig elektrisch beleuchtete Kirche in Berlin. Die Ausstattung der Zwinglikirche war ein genialer Werbestreich der Auergesellschaft in einer Zeit, in der sich die junge Technologie der elektrischen Beleuchtung erst gegen großes Misstrauen durchsetzen musste.

## Nutzung

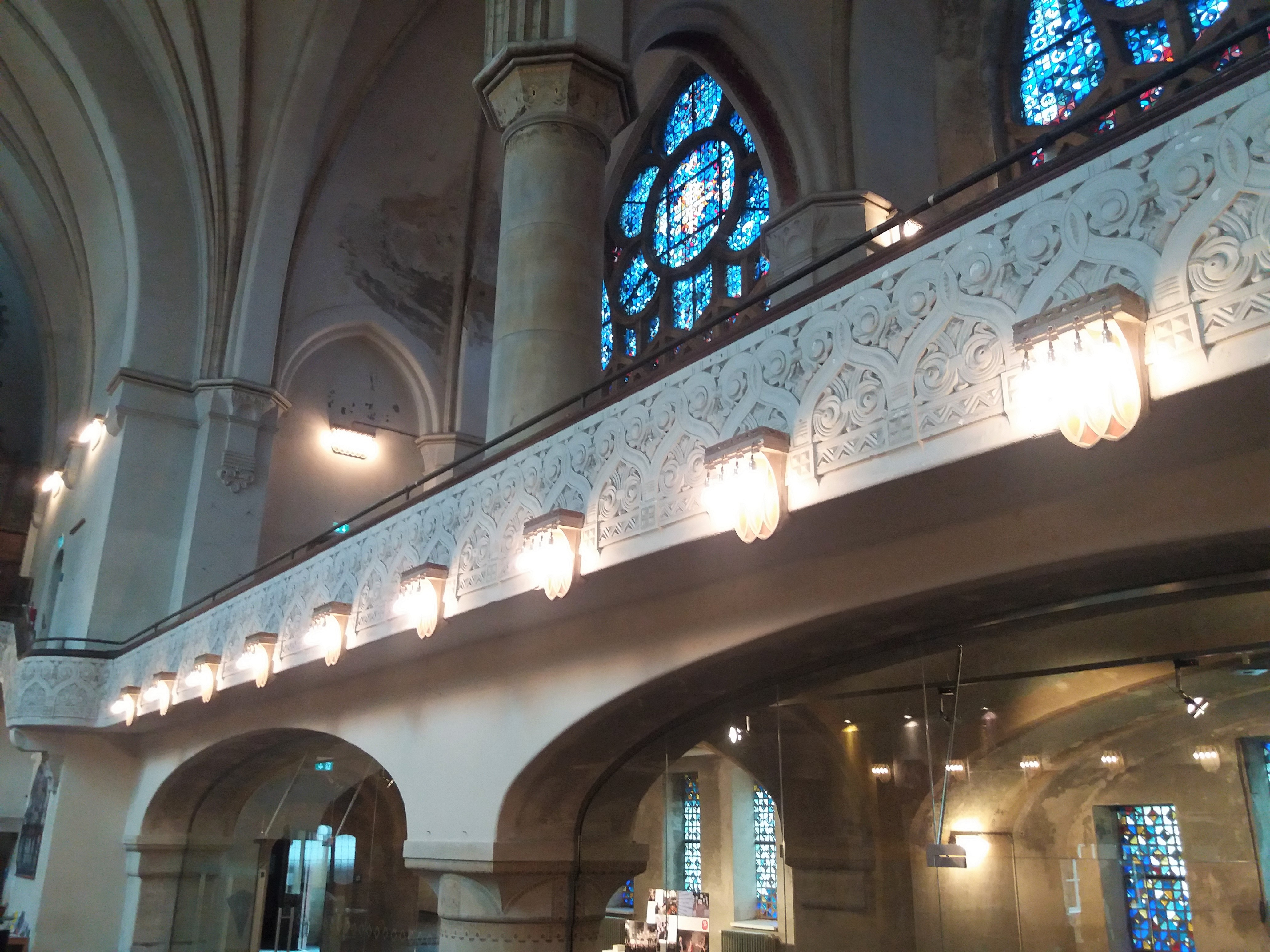
Elektrische Glühlampen in der Zwinglikirche

Zwischen 1978 und 1993 diente der Bau nicht zu kirchlichen Zwecken, da er für eine „neue Nutzung vorgesehen“ war. In dieser Zeit wurde er an die Staatsbibliothek zu Berlin als Archiv verpachtet. Von 1993 bis 1995 wurde die Kirche renoviert und wieder durch die evangelische Gemeinde genutzt. Seit Herbst 1997 wurden langfristig neue Nutzungskonzepte gesucht. Seit 2003 wurde die Kirche, zusammen mit dem Gemeindehaus, vom Gemeindejugendwerk der evangelisch-freikirchlichen Gemeinden in Berlin-Brandenburg für Kinder- und Jugendarbeit mitgenutzt. Im Jahr 2007 wurde der Verein KulturRaum Zwingli-Kirche gegründet. Dieser hat in der Kirche ein Forum für Kunst, Kultur und Geschichte etabliert, das Künstlern aus den Bereichen Film, Musik, Literatur und Bildende Kunst die Möglichkeit bietet, sich zu präsentieren. 2008 organisierte er in Kooperation mit dem Kreuzberg-Museum die Ausstellung „Berlin – Upper East Side – 100 Jahre Alltag am Rudolfplatz“. Mit 500.000 Euro Lottomittel, die der Verein erhalten hat, wurden 2013 eine Heizung in Teilen der Kirche eingebaut sowie die Elektroleitungen erneuert, neue Sanitäranlagen eingebaut, Brandschutztüren und eine Blitzschutzanlage installiert. Inzwischen wird die Zwinglikirche sowohl vom Verein KulturRaum Zwingli-Kirche genutzt als auch von der Kirchengemeinde Boxhagen-Stralau. Die professionelle Vermietung der Kirche als Veranstaltungsort geschieht durch die BESONDERE ORTE Umweltforum Berlin GmbH. Die GmbH mit kirchlichen Gesellschaftern betreibt auch die Kreuzberger Jerusalemkirche und die Friedrichshainer Auferstehungskirche als Veranstaltungsorte.
Die Kirche diente als Drehort der ‚Kreuzkirche‘ in der Fernsehserie Weissensee.